# Patrimoni dell'umanità di Saint Kitts e Nevis
I patrimoni dell'umanità di Saint Kitts e Nevis sono i siti dichiarati dall'UNESCO come patrimonio dell'umanità a Saint Kitts e Nevis, che è divenuto parte contraente della Convenzione sul patrimonio dell'umanità il 10 luglio 1986.
Al 2022 un solo sito è iscritto nella Lista dei patrimoni dell'umanità: il Parco nazionale della fortezza di Brimstone Hill, scelto nel 1999 in occasione della ventitreesima sessione del comitato del patrimonio mondiale. Due sono invece le candidature per nuove iscrizioni.

## Siti del Patrimonio mondiale
| Foto | Sito                                             | Luogo                                    | Tipo                     | Anno | Descrizione |
| ---- | ------------------------------------------------ | ---------------------------------------- | ------------------------ | ---- | --- |
|      | Parco nazionale della fortezza di Brimstone Hill | Parrocchia di Saint Thomas Middle Island | Culturale (910; iii, iv) | 1999 | Il Parco nazionale della fortezza di Brimstone Hill è un esempio eccezionale e ben conservato di architettura militare del XVII e XVIII secolo in un contesto caraibico. Progettata dagli inglesi e costruita dal lavoro degli schiavi africani, la fortezza testimonia l'espansione coloniale europea, la tratta degli schiavi africani e l'emergere di nuove società nei Caraibi. |

## Siti candidati
| Foto | Sito                       | Luogo       | Tipo             | Anno       | Descrizione |
| ---- | -------------------------- | ----------- | ---------------- | ---------- | --- |
|      | Zona storica di Basseterre | Basseterre  | Culturale (1116) | 17/09/1998 | Fondata intorno al 1625 come prima città francese nei Caraibi, Basseterre si trova su una baia riparata che si apre su un'ampia e fertile pianura. Divenne la capitale britannica nel 1727. Lo stile della sezione più antica è francese, mentre molti degli edifici più antichi combinano elementi dell'architettura coloniale francese e inglese. La città, con una popolazione di circa 15 000 abitanti, è la capitale del paese e il principale centro commerciale. Presenta due strutture portuali: una per i cargo, l'altra per i viaggiatori (principalmente navi da crociera).                                        |
|      | Città di Charlestown       | Charlestown | Culturale (1117) | 17/09/1998 | Charlestown fu fondata intorno al 1660 e subito dopo divenne la capitale di Nevis e sede del governo delle Isole Sottovento fino alla metà degli anni '20 del Settecento. Situata sulla costa e sede del miglior ancoraggio di Nevis, la città vanta numerosi edifici del XIX secolo. L'architettura georgiana è il tipo prevalente con circa la metà della struttura esistente che risale al periodo 1850-1900. Charlestown continua ad essere il centro dell'attività commerciale e degli affari di Nevis. La nuova edificazione è coerente con lo stile architettonico prevalente. La popolazione è di circa 2000 persone. |